# Pastırma

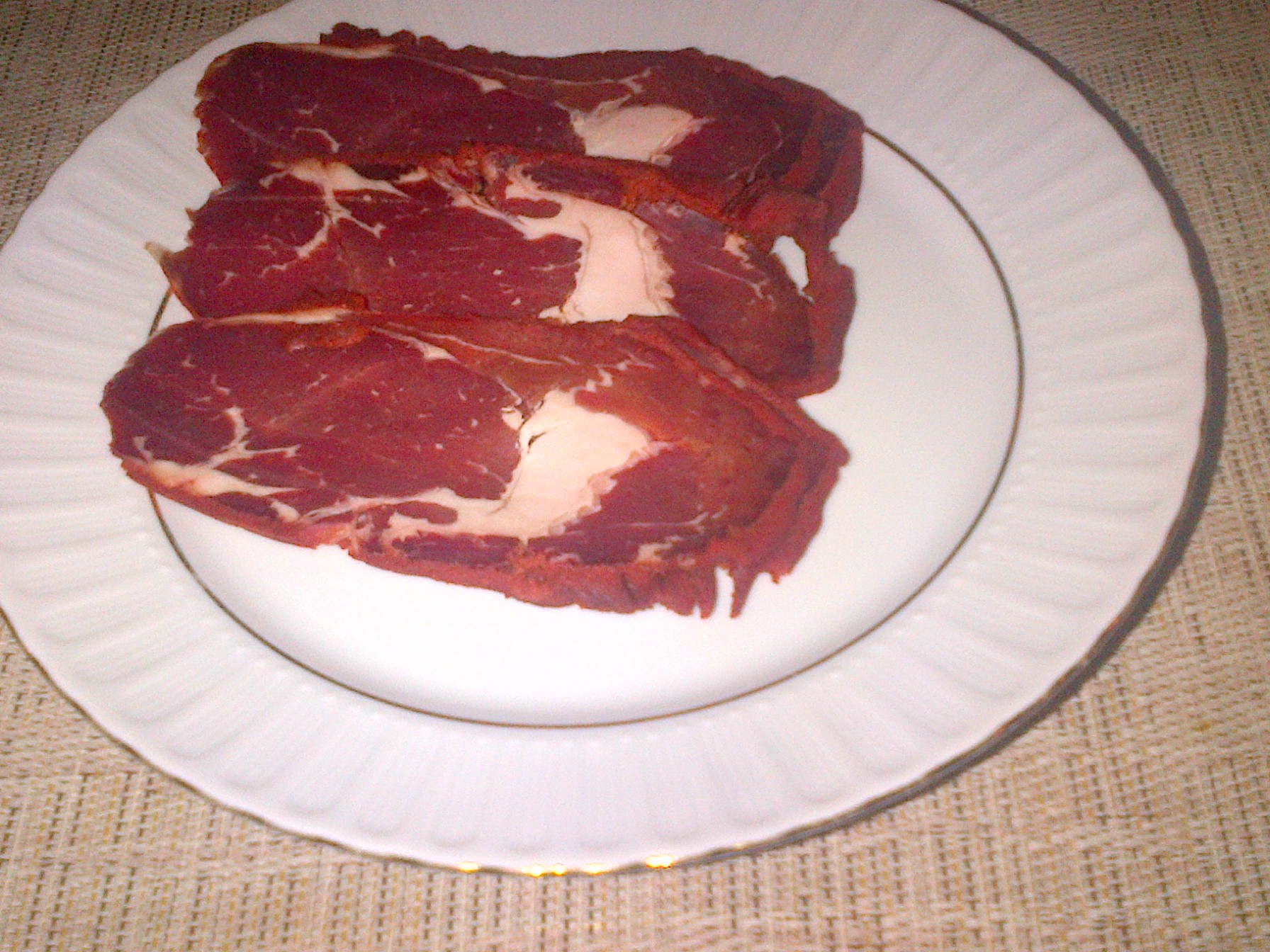
Pastırma d'entrecot a Turquia.

Pastırma (turc, també Pastirma, Pasdurma, Basdurma et al) és un producte de xarcuteria, una varietat de carn assecada a l'aire, originari de Turquia i es fa també en els països veïns. Generalment, la pastırma es fa amb carn de bou o de vedella.